# Macha (Zambia)
Macha is een plaats in de Zuidprovincie van Zambia. Het ligt op 80 km van de stad Choma en op 380 km over de weg van de hoofdstad Lusaka.

## Geografie en klimaat
De topografie van het gebied is enigszins golvend. Het landschap bestaat voornamelijk uit open savannebossen, gelegen op gemiddeld 1100 meter boven de zeespiegel. Het klimaat is tropisch met een regenseizoen dat ongeveer van eind oktober tot begin april loopt.

## Demografie
Het gebied wordt bevolkt door de traditionele dorpsbewoners, voornamelijk leden van de Batongastam. Zij wonen in kleine verspreide boerderijen die meestal door een grote familie worden bevolkt. Verder zijn er veel commerciële, industriële boeren in dit gebied. Het primaire inkomen is zelfvoorzienende landbouw, met maïs als belangrijkste gewas. Het dagelijks dieet bestaat uit gekookt maïsmeel aangevuld met pinda's, zoete aardappelen en groene bladgroenten. Sinds kort worden er ook zonnebloemen geteeld.
Hoewel het bevolkingsaantal grotendeels stabiel is, hebben jongere volwassenen de neiging om te verhuizen naar een van de stedelijke gebieden van het land. Sinds kort is er internet in het dorp.
Meer dan de helft van de bevolking is aanhanger van het christendom. Verder zijn er moslims en hindoes. Een klein deel van de bevolking hangt de natuurgodsdiensten aan.

## Transport
Macha heeft een landingsbaan, waardoor het dorp goed bereikbaar is. Soms zijn de zandwegen nauwelijks begaanbaar door regenval. Slechts een paar mensen hebben een auto. Er wordt door steeds meer mensen gebruikgemaakt van een fiets.

## Gezondheidszorg
Het Macha Mission Hospital werd in 1957 opgericht als een missieziekenhuis door de Brethren in Christ-kerk uit de Verenigde Staten. Sinds die tijd heeft het gefunctioneerd in het programma van het Ministerie van Volksgezondheid van de Zambiaanse overheid. Het dient onder andere als een doorverwijsziekenhuis voor een aantal van de gezondheidscentra en kleinere ziekenhuizen in de regio. Het ziekenhuis bedient ongeveer 158.500 mensen in een straal van 80 km. Het ziekenhuis is een klinische faciliteit met 208 bedden en een daaraan verbonden school die mensen opleidt tot verpleegkundige.
Sinds 1989 wordt er malariaonderzoek uitgevoerd in het ziekenhuis. Het Malaria Institute in Macha (MIAM) is een onderzoeksinstituut, veldstation en opleidingscentrum opgericht in 2003. MIAM heeft een infrastructuur beschikbaar voor het ontvangen van bezoekende wetenschappers en studenten. Het is officieel geopend in januari 2005. Het malaria-instituut is onderdeel van het Johns Hopkins Institute en richt zich op onderwijs, screening, behandeling en onderzoek naar malaria en tuberculose.
Sinds maart 2005 heeft het ziekenhuis ook een goed bezochte hiv-kliniek. 